# Isidore Weiss
Pour les articles homonymes, voir Weiss.
Isaac Weiss dit Isidore Weiss, né le 29 août 1867 à Manchester et décédé le 12 juin 1936 dans le 4e arrondissement de Paris, était un joueur de dames français, au temps dit la belle époque de ce jeu.
Il exerçait la profession de chapelier, mis en faillite après la Première Guerre mondiale.
Il a donné son nom au coup Weiss ainsi qu'à un système de jeu avec enchaînement de l'aile droite du damier appelé « partie Weiss »,.
Sûr de sa valeur, il n'hésitait pas à monnayer parfois ses parties disputées en société. Lorsqu'en 1910 les forts joueurs de dames parisiens affrontent le joueur sénégalais Woldouby, il est un des rares à faire jeu égal avec lui.

## Palmarès
- Septuple champion du monde (titre donné a posteriori par la Fédération mondiale) de dames, en 1899 (Amiens, à 32 ans, lors du 1er championnat officiel, contre Anatole Dussaut), 1900 (Paris, contre Beudin), 1902, 1904, 1907, 1909 (Paris), et 1911 (record du nombre de titres victorieux seulement battu en 1996, par le russe Alexeï Tchijov (10 titres de 1988 à 2005)) ;
- Vice-champion du monde de dames en 1912 (contre Hoogland) ;
- Finaliste du Concours international ("Tournoi International de Paris") en 1894 (face à Louis Raphaël) ;
- Champion de France de dames en 1899 (Amiens).